# Klimpfjäll
Klimpfjäll (südsamisch Klimhpe) ist ein Ort (småort) in der schwedischen Provinz Västerbottens län und im äußersten Süden der historischen Provinz Lappland.

## Geographie

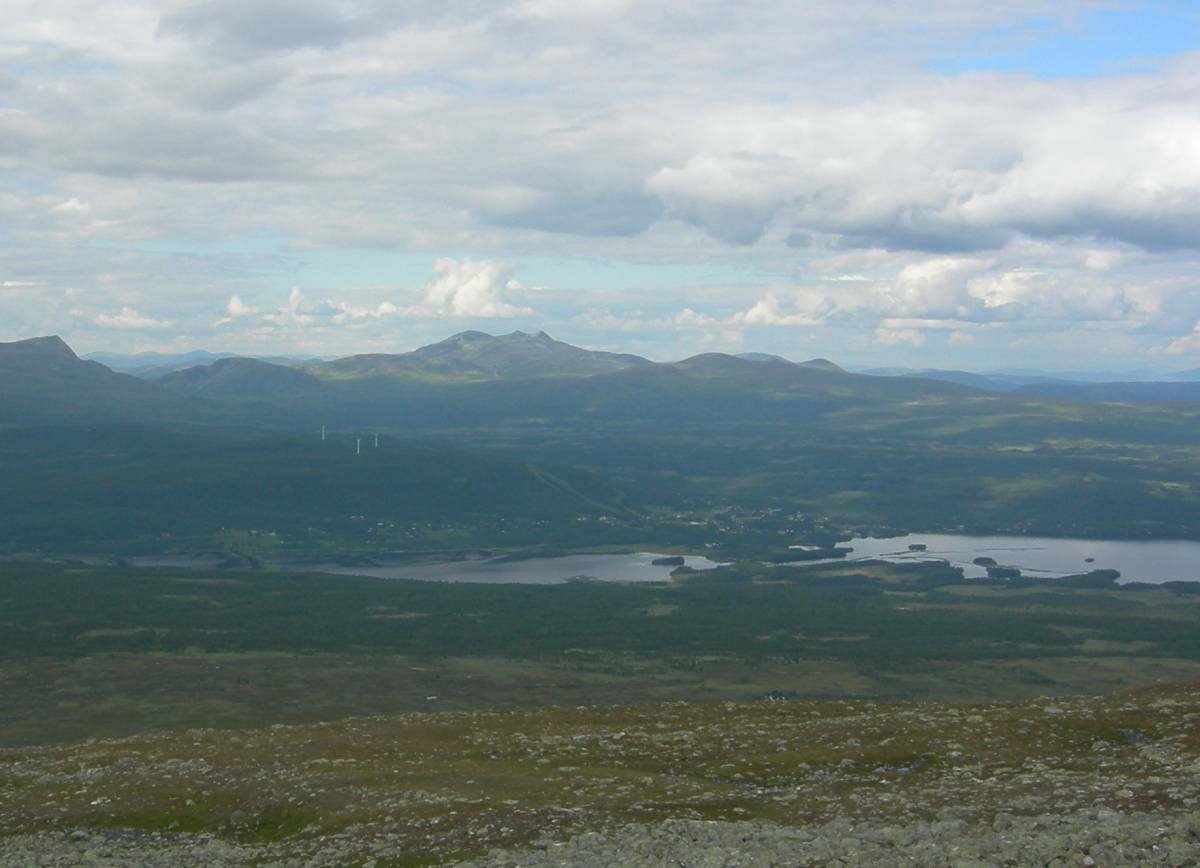
Blick über den Kultsjön und Klimpfjäll zum Fjällfjället

Der Ort in der Gemeinde Vilhelmina liegt 100 Kilometer Luftlinie nordwestlich von Vilhelmina am Nordwestufer des Sees Kultsjön, dem der nördliche Hauptquellarm des Ångermanälven entfließt. Klimpfjäll ist gut 20 Kilometer von der norwegischen Grenze entfernt und von allen Seiten von Gebirgsmassiven umgeben: dem bis zu 1406 m ö.h. hohen Fjällfjället im Norden, dem 1470 m ö.h. hohen Norra Borgafjällen im Südosten und dem 1590 m ö.h. hohen Marsfjällen im Osten. Jenseits der norwegischen Grenze steigt im Westen das Börgefjell im gleichnamigen Nationalpark bis auf 1699 moh. an. Durch Klimpfäll verläuft die Wildnisstraße (schwed. Vildmarksvägen, Länsväg 342), auf der es bis Vilhelmina etwa 120 Kilometer sind.

## Geschichte
Klimpfjäll wurde Ende der 1820er-Jahre vom Umsiedler Jonatan Björklund aus Bjurvattnet bei Skellefteå gegründet. Schnell entwickelte es sich zu einem lokalen Zentrum für den Handel mit Norwegen. Im Ort ist der aus dieser Zeit stammende, zwischen 1832 und 1860 errichtete Norwegenfahrerhof (schwed. Norgefarargården) erhalten. Seine Blütezeit erlebte der Ort in den 1970er- bis 1980er-Jahren, als nahe der Passhöhe Stekenjokk gut 15 Kilometer westlich ein Kupferbergwerk der Boliden AB in Betrieb war. Viele der Arbeiter wohnten in Klimpfjäll, bis das Werk 1989 geschlossen wurde. Zum Abtransport des Erzes wurde die Straße von Vilhelmina über Klimpfjäll asphaltiert und ausgebaut.
Heute ist Klimpfjäll in erster Linie Wintersportort. Mehrere Skilifts führen auf den gut 800 m ö.h. hohen „Hausberg“ Vajeklimpen am westlichen Ortsrand. Es gibt mehrere Hotels (Klimpfjäll, Klimpfjällsgården) und andere Unterkunftsmöglichkeiten. Der Ort ist auch regionales kulturelles Zentrum der Südsamen.